# معايير شوماخر
يمكن أن يكون من الصعب تشخيص التصلب المتعدد، المعروف أيضًا باسم حالة CNS، نظرًا لأن علاماته وأعراضه قد تكون مشابهة للمشاكل الطبية الأخرى. ووضعت المؤسسات الطبية معايير تشخيصية لتسهيل وتوحيد عملية التشخيص لا سيما في المراحل الأولى من المرض. وكانت معايير شوماخر (Schumacher) أولى المعايير المعترف بها دوليًا للتشخيص وقدمت مفاهيم لا تزال قيد الاستخدام، مثل CDMS (التصلب المتعدد المحدد سريريًا).
في بعض الأحيان قد ذُكر أن التشخيص المثبت الوحيد للتصلب المتعدد هو تشريح الجثة، أو في بعض الأحيان الخزعة، في حين يمكن اكتشاف آفات مماثلة للتصلب المتعدد من خلال تقنيات دراسة الأنسجة المرضية وأنه يجب حساب الحساسية والنوعية بالنسبة لأية معايير محددة

## السياق
تاريخيًا، كانت أول مجموعة معايير واسعة الانتشار هي معايير شوماخر (تُنطق أحيانًا شوماكر). وحاليًا، يمكن أن تقدم فحوصات السائل النخاعي الذي يتم الحصول عليه من بزل قطني أدلة على الالتهاب المزمن للجهاز العصبي المركزي، والبحث عن الأشرطة قليلة النسائل الخاصة بالغلوبيولين المناعي G على الرحلان الكهربائي، التي تُعتبر من علامات الالتهاب التي توجد في من 75 إلى 85 من الأشخاص المصابين بالتصلب المتعدد. ولكن في وقت استخدام معايير شوماخر، لم تكن اختبارات الأشرطة قليلة النسائل متاحة، ولم يكن هناك أيضًا التصوير بالرنين المغناطيسي.
وكانت الأدوات التشخيصية الأكثر شيوعًا في ذلك الوقت هي الجهود المستثارة. الجهاز العصبي للشخص المصاب بالتصلب المتعدد يستجيب بشكل أقل فاعلية لتحفيز العصب البصري والأعصاب الحسية بسبب إزالة الميالين لهذه المسارات. ويمكن فحص هذه الاستجابات الدماغية باستخدام الجهود المستثارة البصرية والحسية .
وبالتالي، كان يجب استخدام البيانات السريرية وحدها لإجراء تشخيص التصلب المتعدد. واقترح شوماخر وآخرون ثلاثة تصنيفات استنادًا إلى الملاحظة السريرية: CDMS (المحددة سريريًا) وPrMS(التصلب المتعدد المرجح) وPsMS(التصلب المتعدد المحتمل).

## ملخص
للحصول على تشخيص التصلب المتعدد المحدد سريريًا يجب أن يظهر على المريض ما يلي:
1. أعراض سريرية لمشكلة ما في الجهاز العصبي المركزي
2. أدلة على مشاركة منطقتين أو أكثر للجهاز العصبي المركزي
3. أدلة مشاركة المادة البيضاء
4. أحد ما يلي: اثنان أو أكثر من الانتكاسات (تستمر كل منها ≥ 24 ساعة وتنفصل كل منها عن الأخرى بشهر واحد على الأقل) أو التقدم (البطيء أو التدريجي)
5. يجب أن يكون عمر المرضى ما بين 10 و50 عامًا وقت الفحص
6. لا يوجد أي تفسير أفضل للأعراض الظاهرة على المريض

وجرى انتقاد الشرط الأخير، عدم وجود أي تفسير أفضل للأعراض، بشدة ولكن تم الإبقاء عليه وتم حاليًا إدراجه في معايير ماكدونالدز (McDonalds) الجديدة في شكل أنه "يجب ألا يكون هناك تفسير أفضل لملاحظات التصوير بالرنين المغناطيسي.

## التأثير
وتم استبدال هذه المعايير لاحقًا بمعايير بوسر ومعايير ماكدونالد. وأدرجت معايير بوسر الشرائط قليلة النسائل الخاصة بالجهاز العصبي المركزي في معايير التشخيص، في حين ينصب تركيز معايير ماكدونالد على إظهار، من خلال استخدام البيانات السريرية والمختبرية والإشعاعية، انتشار آفات التصلب المتعدد في الزمان والمكان الخاص بتشخيص التصلب المتعدد غير الباضع. وتأثرت جميع المعايير التي ظهرت لاحقًا بشدة بعمل شوماخر الأصلي.
يمكن أن يكون من الصعب تشخيص التصلب المتعدد، المعروف أيضًا باسم حالة CNS، نظرًا لأن علاماته وأعراضه قد تكون مشابهة للمشاكل الطبية الأخرى. ووضعت المؤسسات الطبية معايير تشخيصية لتسهيل وتوحيد عملية التشخيص لا سيما في المراحل الأولى من المرض. وكانت معايير شوماخر (Schumacher) أولى المعايير المعترف بها دوليًا للتشخيص وقدمت مفاهيم لا تزال قيد الاستخدام، مثل CDMS (التصلب المتعدد المحدد سريريًا).
في بعض الأحيان قد ذُكر أن التشخيص المثبت الوحيد للتصلب المتعدد هو تشريح الجثة، أو في بعض الأحيان الخزعة، في حين يمكن اكتشاف آفات مماثلة للتصلب المتعدد من خلال تقنيات دراسة الأنسجة المرضية وأنه يجب حساب الحساسية والنوعية بالنسبة لأية معايير محددة.